# Société des Transports Intercommunaux de Liège
De Société des Transports Intercommunaux de Liège ook wel bekend als Société des Transports Intercommunaux de la Région Liégeoise, afkorting STIL, was van 1964 tot 1990 een vervoerbedrijf dat stads- en streekvervoer exploiteerde in de gemeente Luik en de omgeving daarvan.

## Geschiedenis

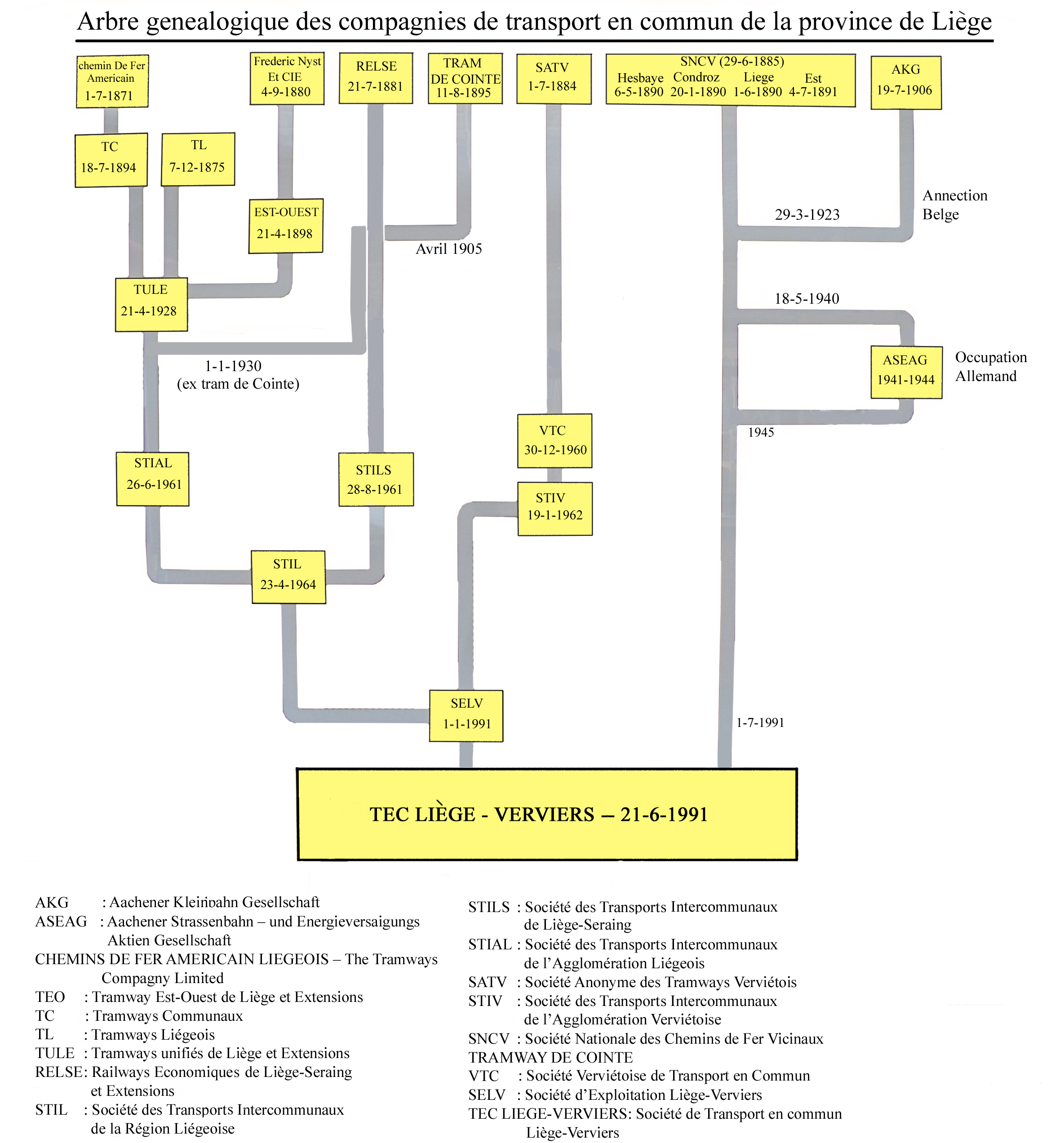
Geschiedenis van STIL

In het openbaar vervoer van de regio Luik zijn in de loop der twintigste eeuw vele tram- en busbedrijven actief geweest die door fusies en overnames soms maar kort hebben bestaan. De STIL exploiteerde vanaf 23 april 1964 zijn diensten in de regio Luik als samenvoeging van Société des Transports Intercommunaux de Liège-Seraing (STILS) en Société des Transports Intercommunaux de l'Agglomération Liègeoise (STIAL). Beide bedrijven waren in 1961 opgericht, STILS als voortzetting van Railways Economiques de Liège-Seraing et Extensions (RELSE) die een aantal voorstadslijnen exploiteerde, en STIAL als voortzetting van het stadstrambedrijf Tramways unifiés de Liège et Extentions (TULE). Met de komst van STIL kwam een einde aan de veelheid aan bedrijven die jarenlang de tram- en buslijnen van Luik en omgeving hebben uitgebaat. Toch werden nog enkele tram- en buslijnen geëxploiteerd door de Buurtspoorwegen van de provincie Luik als onderdeel van de Société Nationale des Chemins de fer Vicinaux (SNCV), zodat nog steeds niet al het openbaar vervoer in één hand was.
Bij het ontstaan van STIL was al stilaan begonnen aan de verbussing van de tramlijnen. In 1964 werden de laatste twee tramlijnen verbust. In 1930 waren enkele buslijnen omgezet tot trolleybuslijnen, omdat die toentertijd beter geschikt waren voor de hellingen dan de zwak gemotoriseerde bussen uit die tijd. Daardoor had STIL ook trolleybussen in dienst, maar in 1971 werd de laatste opgeheven.
In 1990 fuseerde het bedrijf met STIV tijdelijk tot SELV om de overgang van een nieuwe exploitatiemaatschappij voor de provincie Luik gemakkelijker te maken. In 1991 fuseerde het bedrijf met STIC en het Waalse deel van NMVB tot TEC, later bekend als SRWT. Sindsdien verdween langzaamaan het bedrijf uit het straatbeeld en bestaan er in België nog maar drie nationale vervoersbedrijven, die een aantal diensten uitbesteden aan buspachters.

## Exploitatie

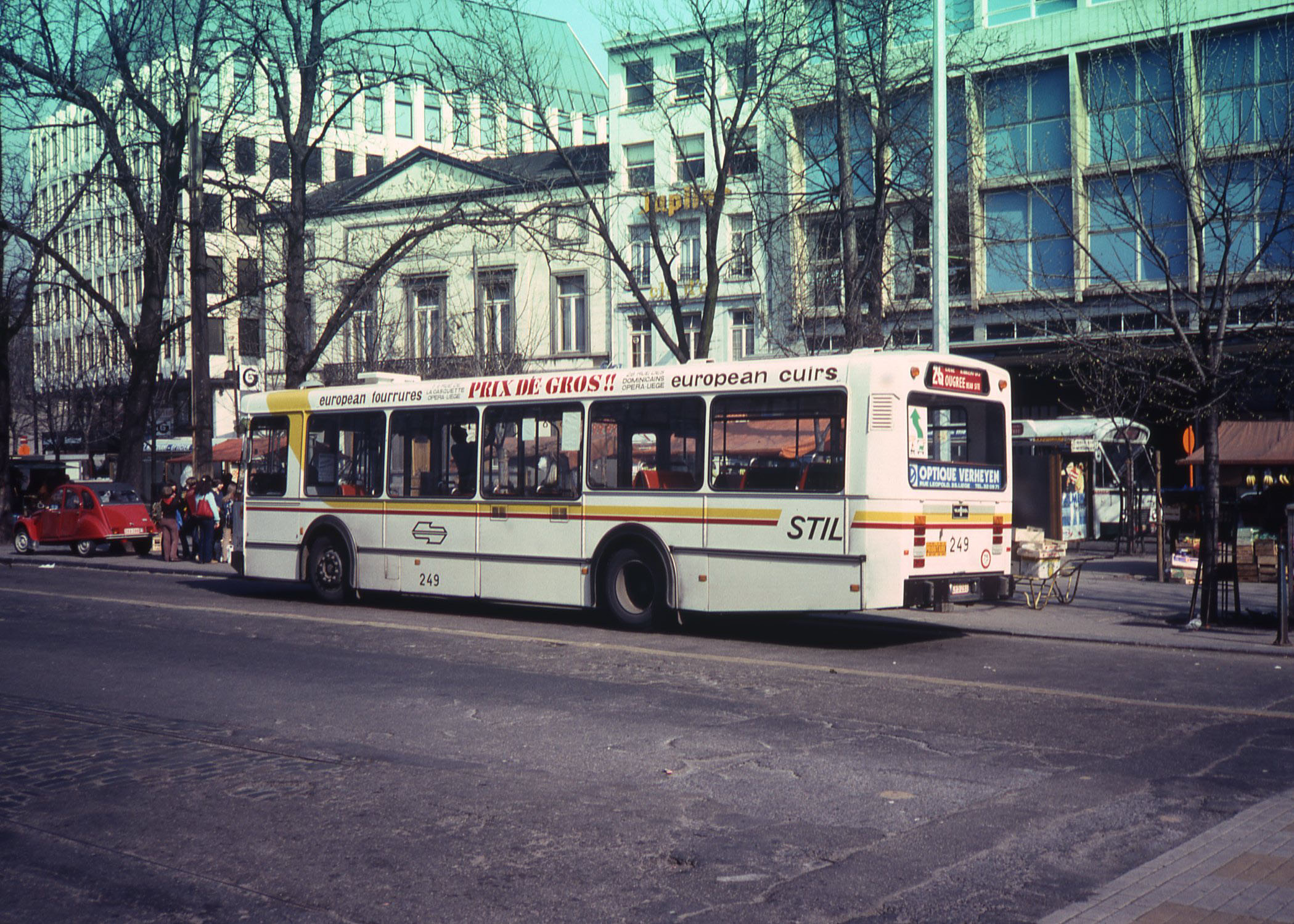
Een STIL bus

STIL exploiteerde verschillende bus- en tramlijnen in de gemeente Luik. Dit gebeurde veelal met het oude materieel van voorgaande vervoerders en met enig nieuw materieel. Naast eigen exploitatie liet STIL ook enkele buslijnen exploiteren door een aantal pachters. Tijdens de fusies begin jaren negentig heeft al het oude materieel ook nog enige tijd dienstgedaan bij de nieuwe bedrijven.